# Дезидерий
Дезидерий (на латински: Desiderius; † сл. 786) е херцог на Тоскана от 757 до 774 г. и последният крал на лангобардите.

## Биография
Дезидерий произлиза от град Бреша, Северна Италия. 
Той не принадлежи към стара благородническа фамилия, а към средите на нововъведеното в Лонгобардското кралство служебно благородничество. При управлението на крал Лиутпранд е провъзгласен за маршал (comes stabuli), а по-късно става управител, дук (dux) на Тоскана. 
След смъртта на крал Айзтулф през 756 г., успява с помощта на папа Стефан II (III) и краля на франките Пипин III Къси да премахне брата на Айзтулф Ратчис (който след победата на Дезидерий над него се замонашава) и да се короняса на негово място за крал. Дезидерий не изпълнява обещанието си към папата да предаде под негова власт някои градове и скоро между тях пламват вражди. Кралят започва преговори с Византия, в този период - неприятел на Папството. Дезидерий заздравява положението на Лангобардското кралство, като подчинява херцогствата Сполето и Беневенто. През 759 г. той провъзглася своя син Аделхис за свой съвладетел. Съюзява се и с херцога на Бавария Тасило III , като се жени за дъщеря му Луитперга. Поради съвпадение на всичко това с временно отслабване на позициите на франките, в резултат на въстания и династически борби, отношенията между Дезидерий и Стефан II отново търпят обрат - папата става политически зависим от лонгобардския крал, който се обявява за негов защитник.
Следва опит за сближение между Карл Велики и Дезидерий, по инициатива на майката на франкския крал Бертрада от Лаон. Отначало те се увенчават с успех - през  768 г.  Дезидерата (наричана и Герперга) , дъщеря на Дезидерий става първата съпруга на Карл. Впоследствие между нея и мъжа ѝ настъпва разрив и през 771 г. тя е прогонена от него. Тогава дворът на Дезидерий става сборно място на опозицията срещу Карл. Приблизително по същото време умира и Карлман I (по-младият брат на Карл Велики и също - франкски крал); неговата вдовица, също с име Герперга и също дъщеря на Дезидерий, бяга с децата си при него и той решава да издейства, с благословията на папа Адриан I,  поставянето на внуците му от Карлман за владетели на франките. Папата отказва и в отговор Дезидерий завладява част от неговата област, но понтифексът на свой ред привиква на помощ войските на Карл Велики, които нахлуват в Италия, през лятото на 773 г.
Дезидерий се укрепява в Павия. През 774 г. градът е превзет от франките, Дезидерий и съпругата му Анса са отведени в плен и замонашени - до края на живота си те пребивават в манастира в Корби (Corbie). Синът му Аделхис се предава с фамилията си на Карлман във Верона и  по-късно успява да избяга във Византия, да намери там подкрепа и да се опита да се възцари в Ломбардия, с помощта на ромейски десант, но безуспешно. Лангобардското царство преминава към Карл Велики, който се коронова в Павия.
Последните писмени свидетелства за Дезидерий са от 786 г. Годината на смъртта му е неизвестна.

## Фамилия
Дезидерий е женен за Анса, която е също от Бреша. Тя влияе преди всичко върху религиозната политика на Дезидерий и основава много манастири (Sv. Mishele и Sv. Pietro в Бреша). Лангобарският историк Павел Дякон я описва като „coniunx pulcherrima" (най-красивата съпруга).
Двамата имат шест деца:
- Анзелперга, игуменка на Св. Салваторе в Бреша
- Аделперга, омъжена с Аричис II, херцог на Беневенто
- Луитперга (или Лиутпирк), омъжена за Тасило III херцог на Бавария
- Дезидерата (или Герперга), омъжена за Карл Велики
- Герперга, съпруга на Карломан I
- Аделхис, бяга във Византия, но се завръща през 788 г., с византийски отряди в Калабрия; те са победени от Гримоалд III, херцог на Беневенто. .Алесандро Манцони пише въз основа на историята на живота му драмата „Аделки“ (1822 г.).